# FIFA 20
《FIFA 20》是由EA加拿大和EA罗马尼亚开发，并由艺电发行的足球模拟游戏，是FIFA系列的第27部游戏。它首次在2019年E3的新闻发布会上宣布，并于2019年9月27日发布在PlayStation 4、Xbox One、Microsoft Windows和任天堂Switch平台。